# Ларнака
Ла́рнака, Кітіон (грец. Λάρνακα, тур. Larnaka) — місто на південно-східному узбережжі Кіпру, другий за значенням після Лімасолу порт південного Кіпру. За 7 кілометрів від Ларнаки розташовано головний міжнародний аеропорт Кіпру.

## Клімат
Місто знаходиться у зоні, котра характеризується середземноморським кліматом. Найтепліший місяць — липень із середньою температурою 26.7 °C (80 °F). Найхолодніший місяць — січень, із середньою температурою 11.7 °С (53 °F).
| Клімат Ларнаки          | Клімат Ларнаки | Клімат Ларнаки | Клімат Ларнаки | Клімат Ларнаки | Клімат Ларнаки | Клімат Ларнаки | Клімат Ларнаки | Клімат Ларнаки | Клімат Ларнаки | Клімат Ларнаки | Клімат Ларнаки | Клімат Ларнаки | Клімат Ларнаки |
| Показник                | Січ.           | Лют.           | Бер.           | Квіт.          | Трав.          | Черв.          | Лип.           | Серп.          | Вер.           | Жовт.          | Лист.          | Груд.          | Рік            |
| Абсолютний максимум, °C | 20             | 21             | 30             | 31             | 37             | 37             | 38             | 37             | 37             | 33             | 30             | 28             | 38             |
| Середній максимум, °C   | 15             | 16             | 18             | 21             | 25             | 28             | 31             | 31             | 30             | 27             | 21             | 17             | 23             |
| Середня температура, °C | 11             | 11             | 13             | 16             | 20             | 23             | 26             | 26             | 25             | 21             | 17             | 13             | 18             |
| Середній мінімум, °C    | 7              | 7              | 8              | 11             | 15             | 18             | 21             | 21             | 19             | 16             | 12             | 8              | 13             |
| Абсолютний мінімум, °C  | 0              | −2             | −1             | 5              | 8              | 12             | 16             | 17             | 12             | 7              | 1              | 1              | −2             |
| Норма опадів, мм        | 60             | 60             | 50             | 10             | 10             | 10             | 10             | 10             | 10             | 20             | 40             | 90             | 380            |
| Днів з опадами          | 15             | 13             | 12             | 9              | 6              | 2              | 1              | 0              | 1              | 6              | 10             | 15             | 90             |
| Днів з дощем            | 15             | 13             | 12             | 9              | 6              | 2              | 1              | 0              | 1              | 6              | 10             | 15             | 90             |
| Вологість повітря, %    | 70             | 70             | 70             | 65             | 65             | 65             | 70             | 70             | 65             | 60             | 65             | 70             | 67.1           |
| ----------------------- | -------------- | -------------- | -------------- | -------------- | -------------- | -------------- | -------------- | -------------- | -------------- | -------------- | -------------- | -------------- | -------------- |
| Джерело: Weatherbase    |                |                |                |                |                |                |                |                |                |                |                |                |                |

## Історія
В античні часи на місці Ларнаки стояло місто Кітій, засноване, за переказом, одним з онуків Ноя, легендарним Кіттімом, котрий не раз згадується в Біблії. Тут археологи розкопали руїни поселень, де люди жили вже в II тисячолітті до н. е. В 1075 р. до н. е. місто було зруйновано в результаті землетрусу. Лише в VIII ст. до н. е. його знову відбудували фінікійці, котрі заснували тут свою торговельну факторію. Найвідомішим уродженцем Кітію вважається Зенон (коло 336—264 до н. е.), давньогрецький філософ, засновник школи стоїків в Афінах. Відповідно до його навчання, людина повинна керуватися в своїх учинках розумом, а не емоціями і настроєм.
В середньовіччі Ларнаку називали Саліною, оскільки тут добувалася сіль методом осадження в басейнах, а генуезцям ці місця були відомі як «Scala» («сходи, стежка») з купкою хатин навколо неї. Нинішня назва міста походить від грецького слова «larnax» («саркофаг»). Таку назву дали йому венеційці, котрі цілком в дусі Ренесансу мали широке коло інтересів і були першими, кого цікавила історія Кіпру. В оттоманський період в Ларнаці знаходилась найбільша кіпрська колонія іноземних торговців, багато держав відкрили тут свої консульства.
У 1570-х Ларнаку захопили османи. Католицький собор катерини біля Ларнакського замку було перетворено на мечеть.

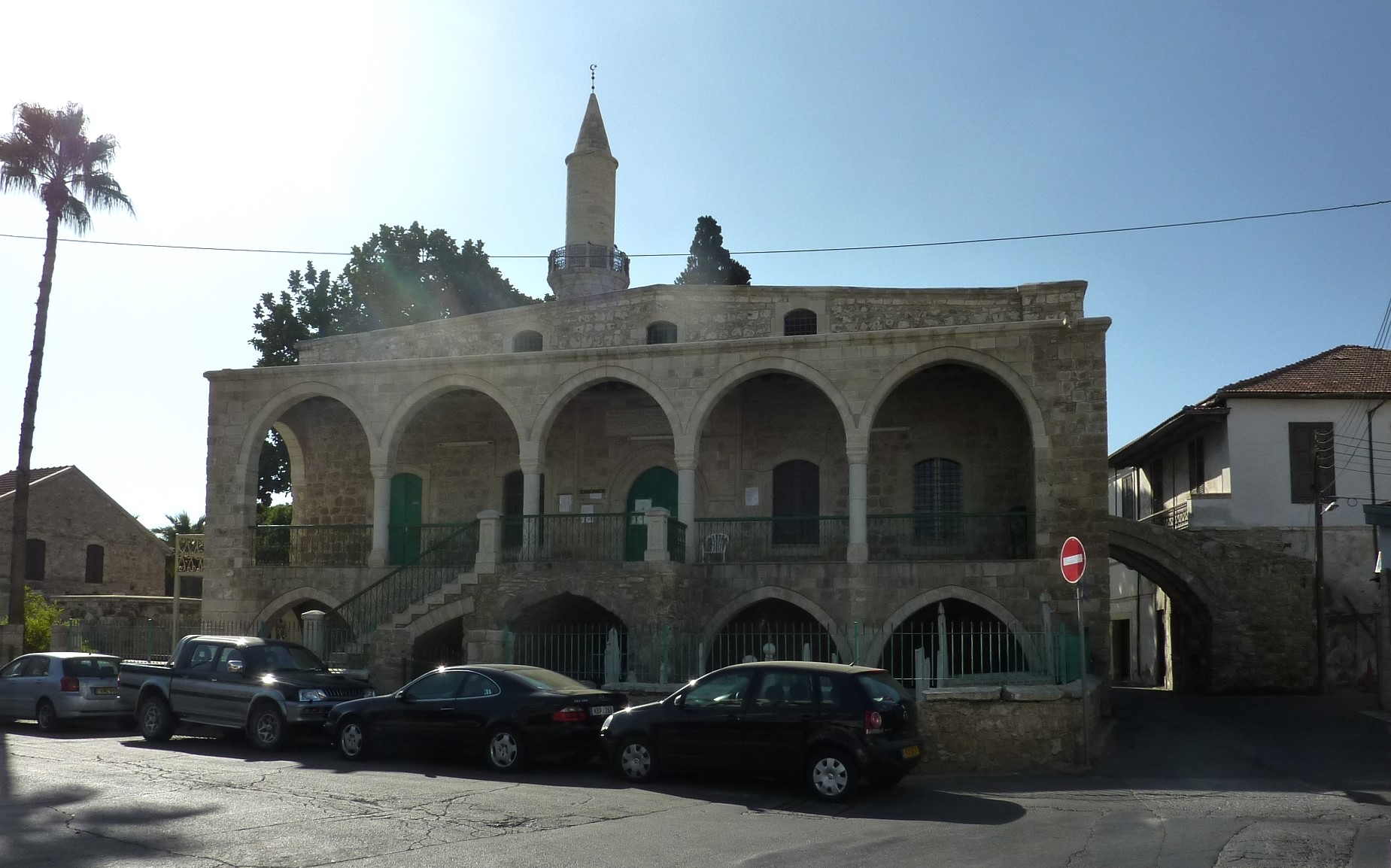
Мечеть Ларнаки
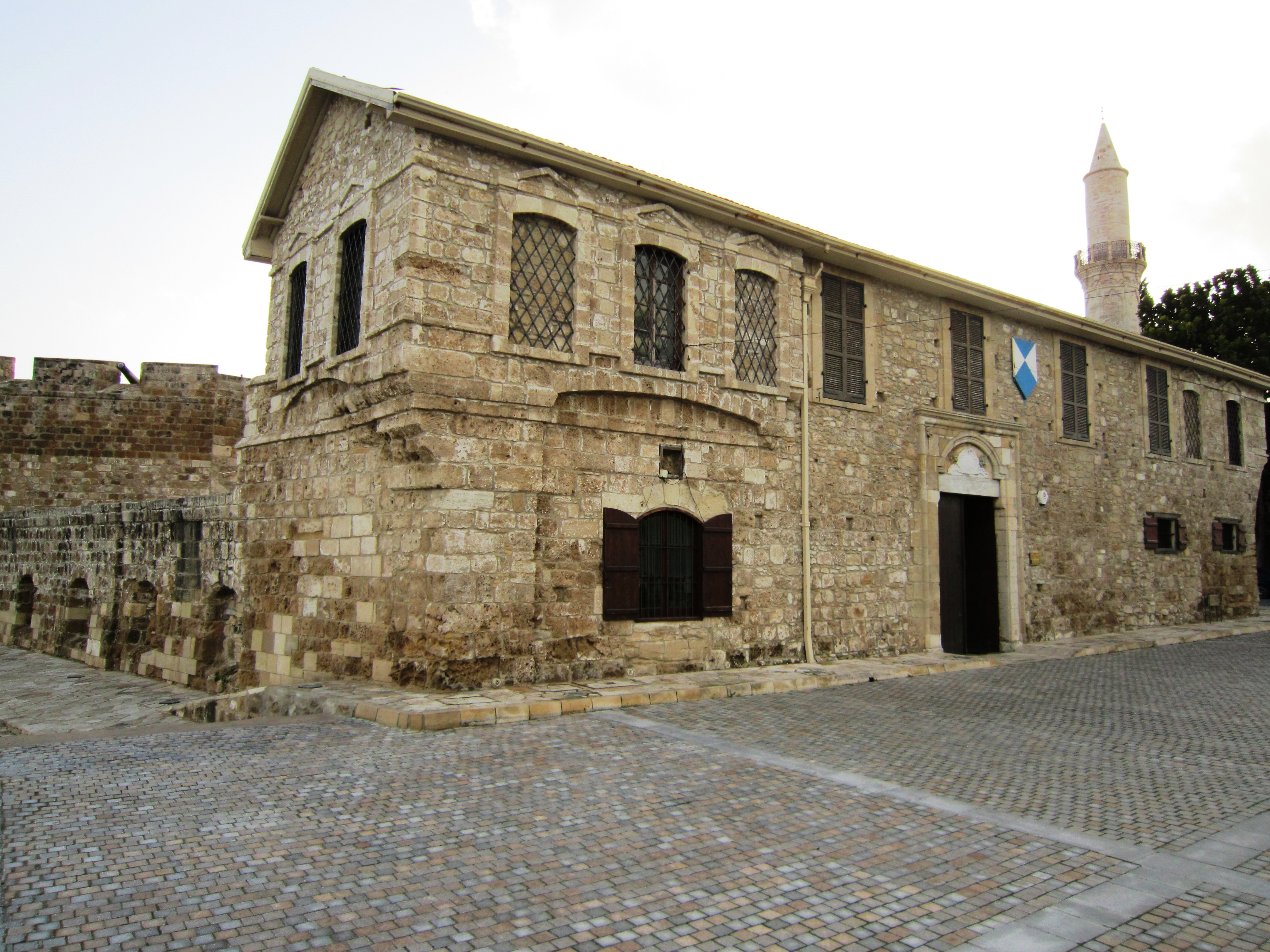
Ларнакський замок
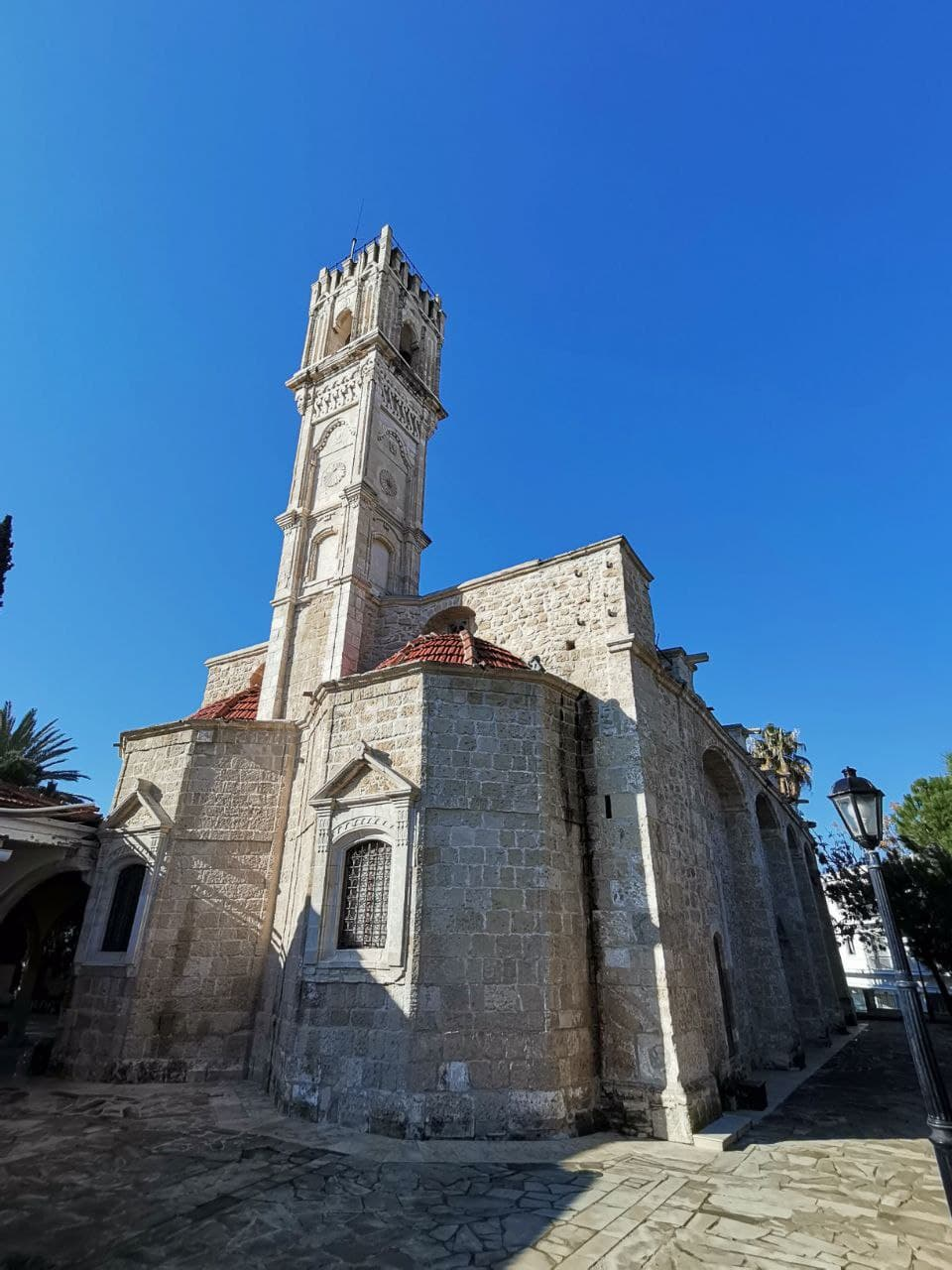
Церква Хрисосотірос

## Визначні місця
У Ларнаці знаходиться церква Св. Лазаря, першого єпископа цього міста, того самого якого Христос воскресив з мертвих і який прожив потім на Кіпрі ще 30 років. Церква була побудована на його честь і існує дотепер на тому місці, де Лазар був похоронений удруге.
Візитівкою Ларнаки, поза сумнівом, служить усаджена пальмами набережна (променад) Фінікудес, звідки відкривається мальовничий вид на бухту.
У західній частині набережної знаходиться цитадель XVII ст., у якій розташований Музей середньовічного Кіпру. Біля замку розташована Мечеть Ларнаки.
Поряд із солоним озером, усіяним безліччю пташиних базарів, розташований Хала Султан Текке — храм, побудований на честь родички пророка Мухаммеда.
Недалеко від Ларнаки знаходиться церква Панагії Ангелохісті, яка має візантійську мозаїку Діви Марії VI ст. — один з найвідоміших прикладів мозаїчного мистецтва даного періоду.

## Набережна (променад)
Фінікудес — це набережна вздовж проспекту Атенон на березі моря. По обидва боки набережної ростуть пальми (кіпрська грецька: φοινικούδες, foinikoudes).
Під час великих фестивалів більшість подій відбувається на набережній міста. Найважливішим з них є Катаклісмос або Фестиваль потопу, який відзначається на початку літа серією культурних заходів. Фестиваль триває близько тижня, протягом якого набережна ввечері закрита для руху транспорту.

## Відомі люди
- Анна Віссі — популярна грецька та кіпріотська співачка і композитор.
- Назим Кибрисі (1922—2014) — мусульманський релігійний діяч.